# Barrio Zona de Chacras (Caleta Olivia)
El barrio Zona de Chacras es un barrio caletense en el departamento Deseado, provincia de Santa Cruz, Argentina. Integra el municipio de Caleta Olivia. Por su distancia de 3 km del centro de la ciudad es uno de los barrios más alejados del núcleo central de la ciudad. Es un barrio construido en el sector oeste de la ciudad, con algo más de 1300 habitantes,el barrio queda ubicado pasando la ("Avenida de circunvalación" así denominado para dentro del ejido urbano de la localidad de Caleta Olivia) Autovía Comodoro Rivadavia-Caleta Olivia (En la cual transita la Ruta Nacional N 3°).
Es el barrio más grande del municipio con más 7 kilómetros cuadrados. Es más grande que Las Heras o Pico Truncado, pero con una población inferior a 1300 hab., aunque este número se está acrementando debido al proceso de urbanización que está pasando este barrio. También sufre la falta de planificación y usurpaciones constantes.
La densidad del distrito es de 134,5 hab./km², una de las más bajas de la ciudad.
El barrio limita con los siguientes barrios de la ciudad, también ubicados en la zona oeste de Caleta Olivia:
Barrio Hípico
Barrio Ara Sanjuan 
Barrio 150 viviendas 
Barrio San José 

## Desarrollo del lugar
El barrio se encuentra en el Sector Oeste, el área del barrio es de 56 manzanas o 669 Ha. Se caracteriza por contener:Densidad de árboles,Canchas de Fútbol,Chacras,Fincas,Casas Quintas,Inmuebles,Viviendas Familiares y Parcelas Familiares.
Sus principales arterias son: Avda."Nehuen"como 1°arteria y la más transitada, Avda. "Laufquén"como 2° arteria, Avda. "Kimehuen" como 3° arteria, Calle "Gaúcho Bonifacio Luna" como 4°arteria y Avenida de Circunvalación y la Ruta Provincial 12 que costean el barrio,así facilitando su ingreso.↵Este barrio es muy precario en materia de salud y educación, ya que el CIC o Centro de Salud más cercano está a 1 km, la escuela y el jardín a 1,3 km y el colegio a 2,3 km. Estas medidas son tomadas desde la Unión Vecinal.
Además, el barrio suele tener innumerables problemas con el agua corriente, y esto dificulta la producción agrícola y ganadera.

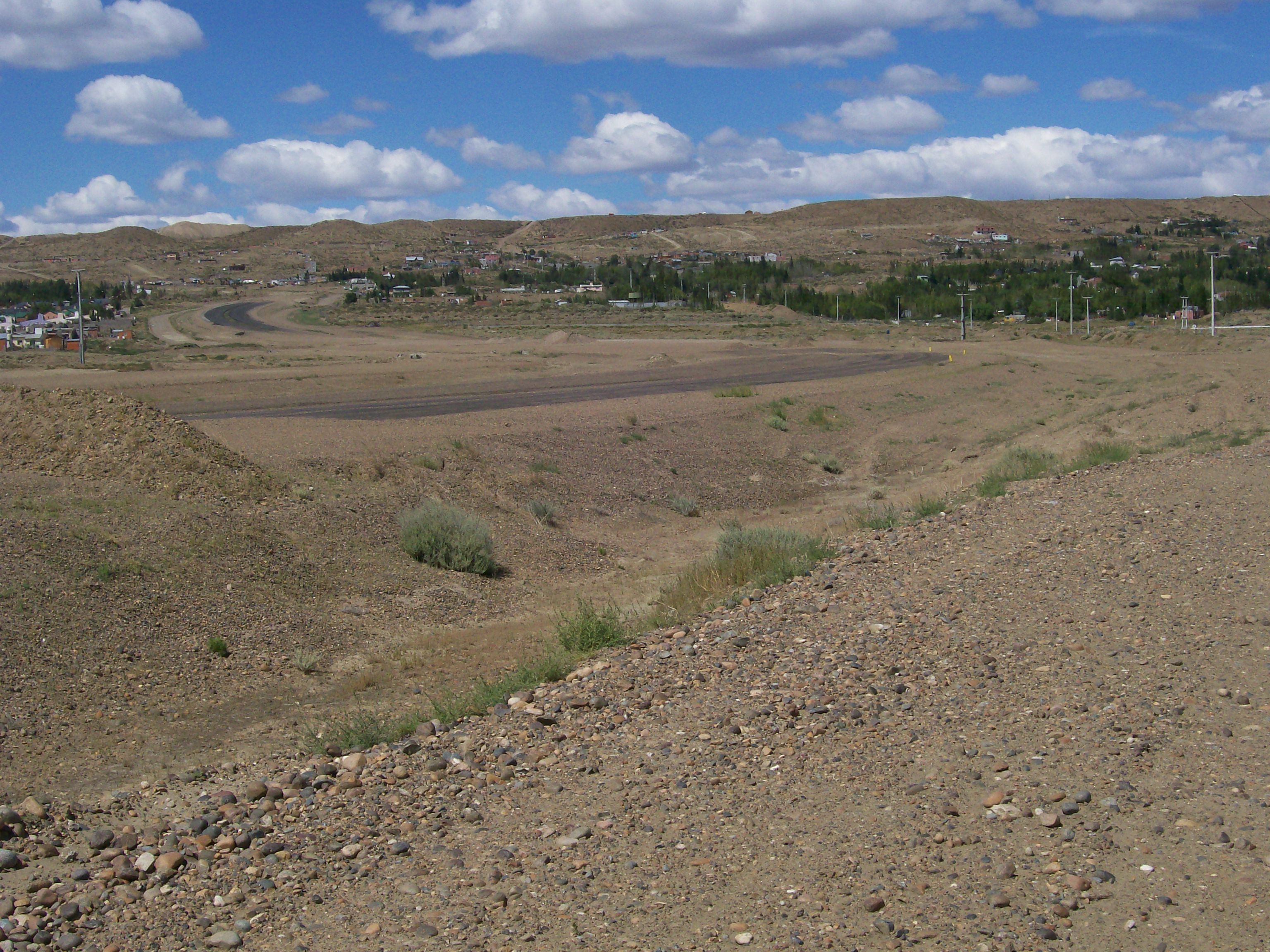
Avenida de Circunvalación pasando en la periferia del barrio.

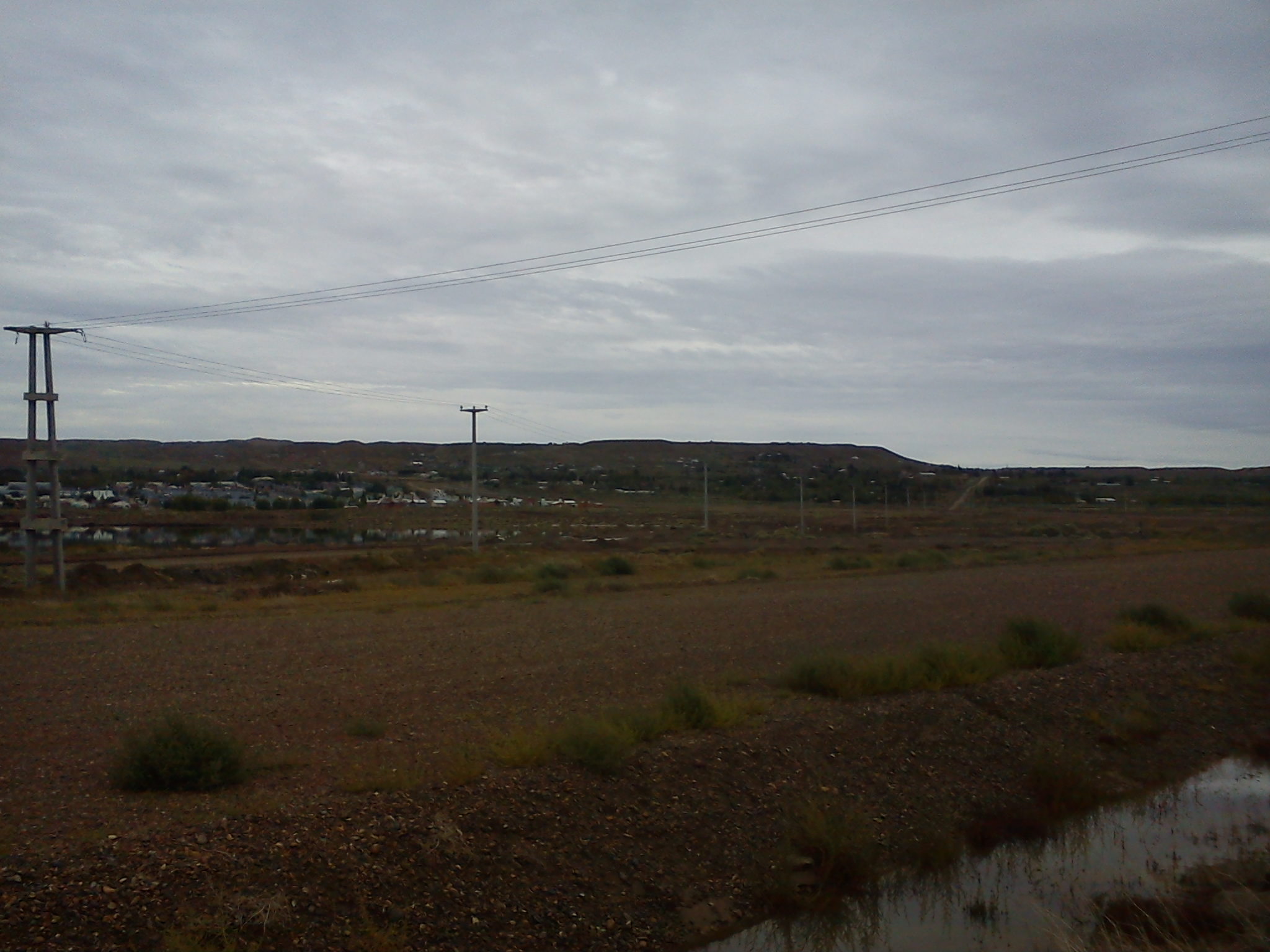
Hermosa vista hacia el Cerro Occidental, donde se asienta el barrio.

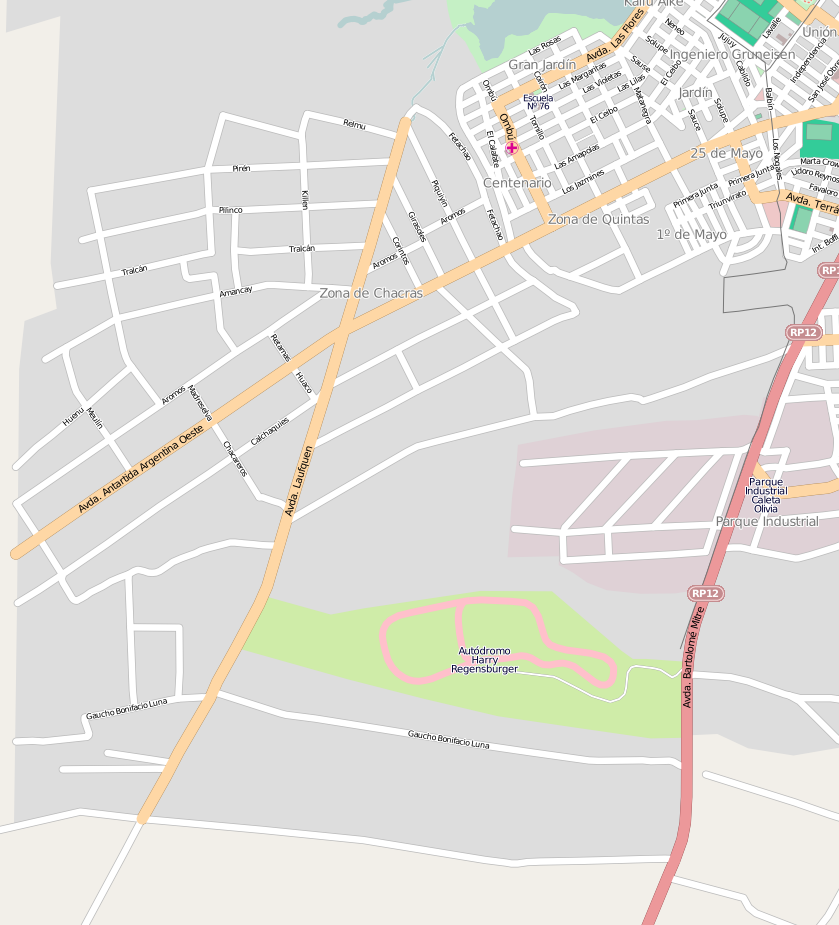
Mapa del barrio, fuente OpenStreetMap.

| Noroeste: Tierras de Copesa | Norte: Rotary 23         | Noreste: Humedal Caleta Olivia y 8 de Noviembre       |
| Oeste: Tierras de Copesa    |                          | Este: Centenario, Zona de Quintas y Parque Industrial |
| Suroeste Tierras de Copesa  | Sur: Tierras Municipales | Sureste: Km 4                                         |

## Infraestructura comunitaria[7]
- Asociación Vecinal

- Unión Vecinal Barrio Zona de Chacras[8]

Avda. Antártida Argentina Oeste y Avda. Laufquén

## Galería de fotos

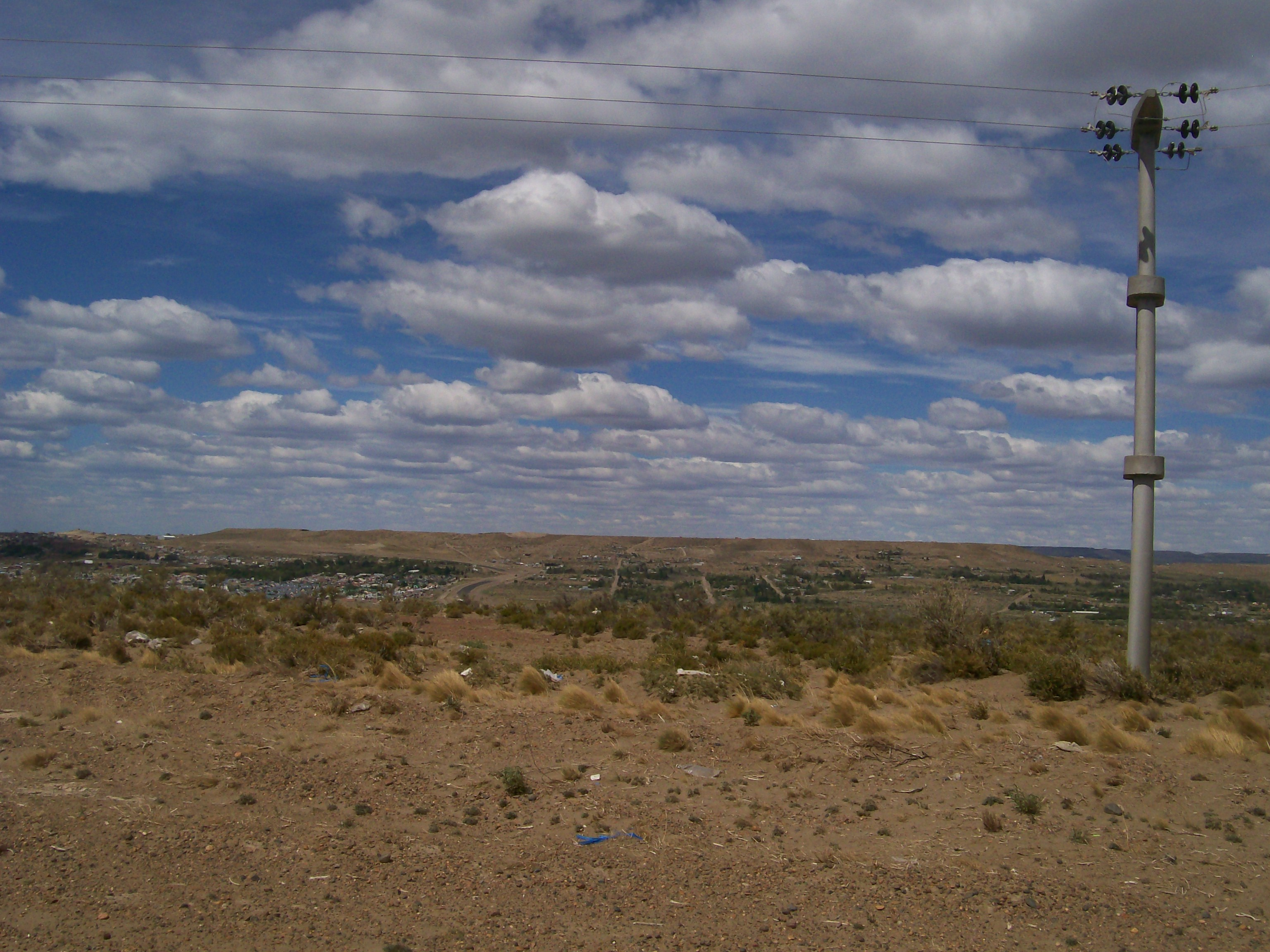
Vista a las chacras desde las tierras altas del Bo. Bicentenario
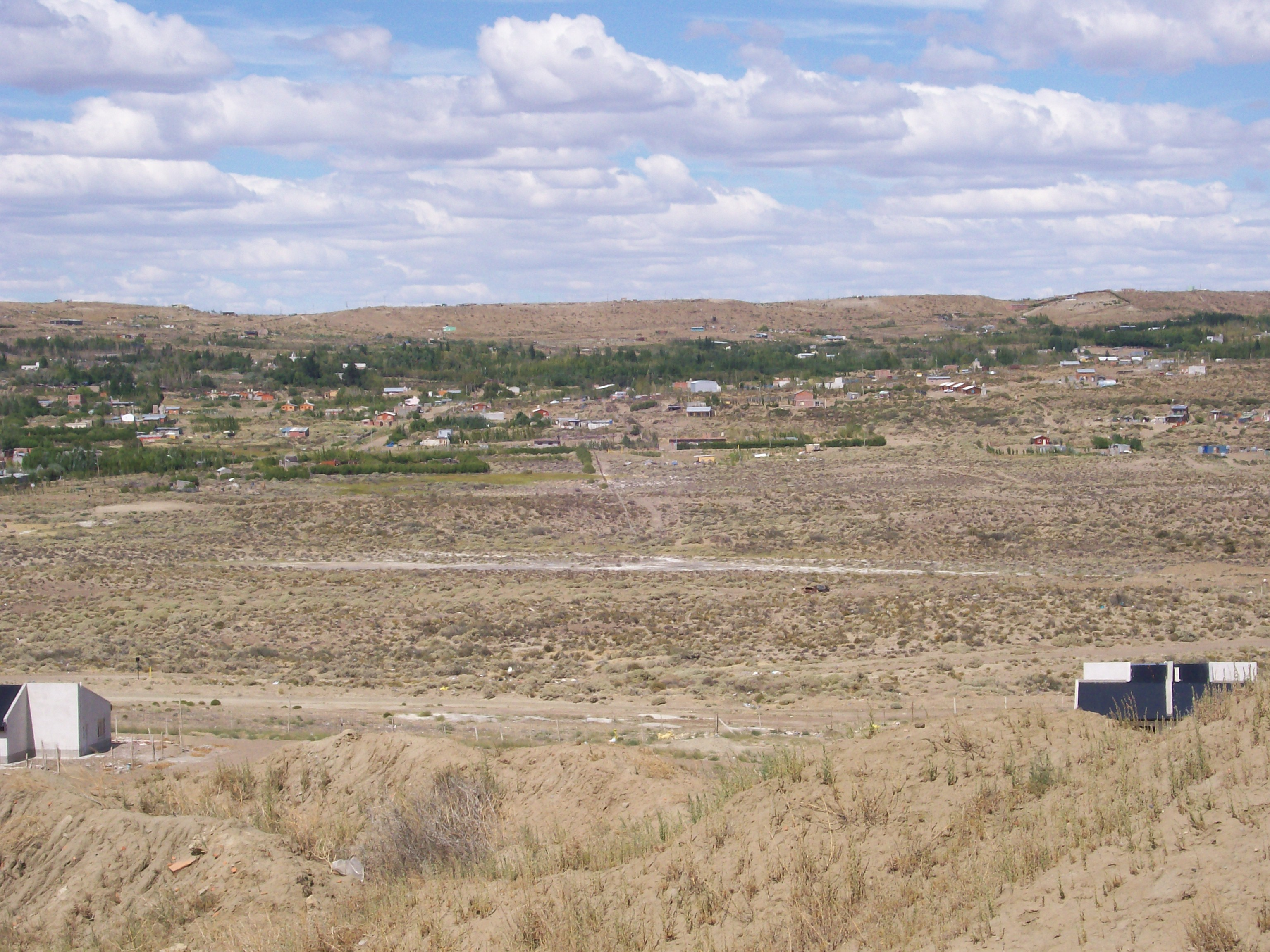
Vista a las chacras desde el Nueva Rotary
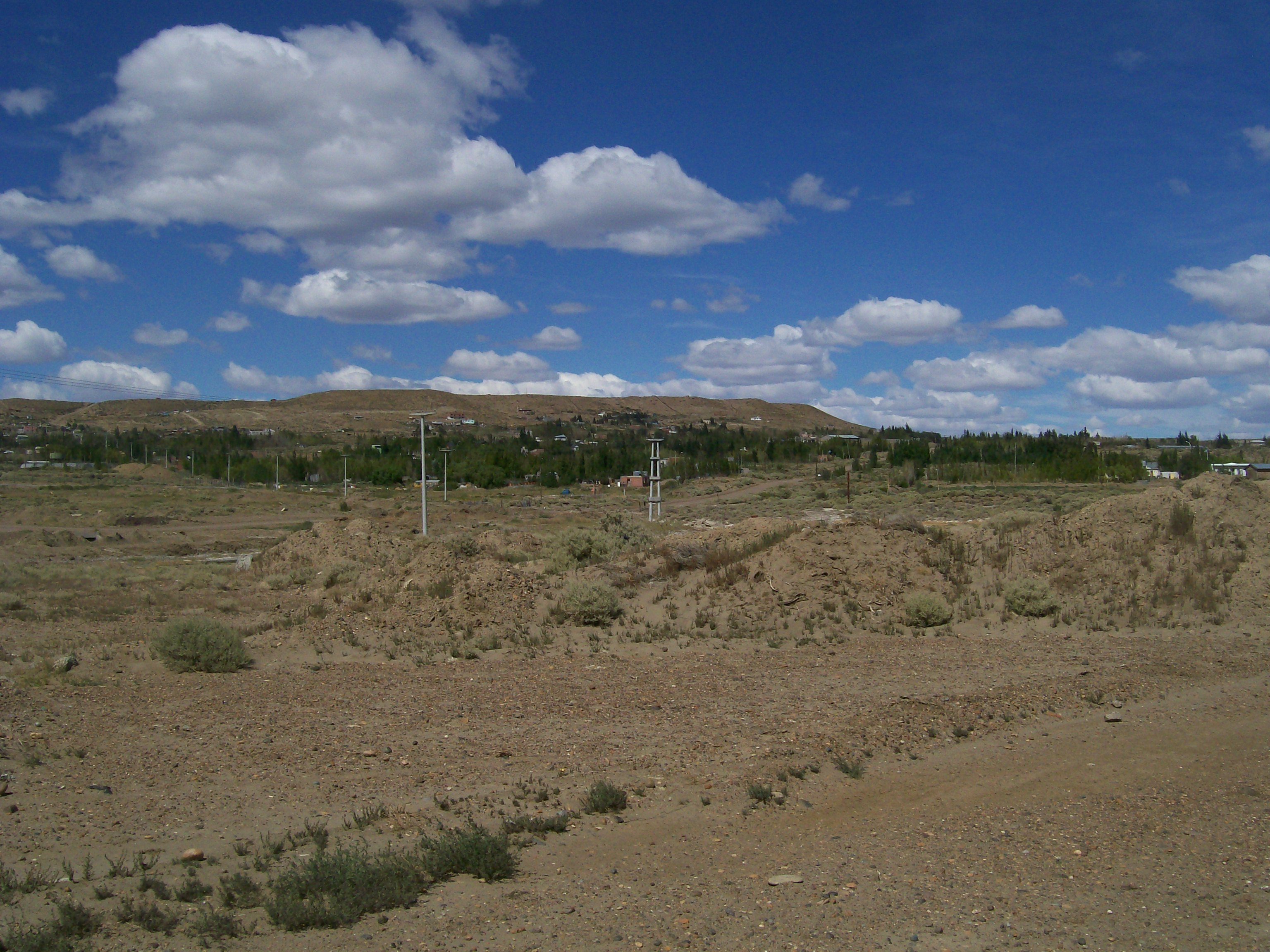
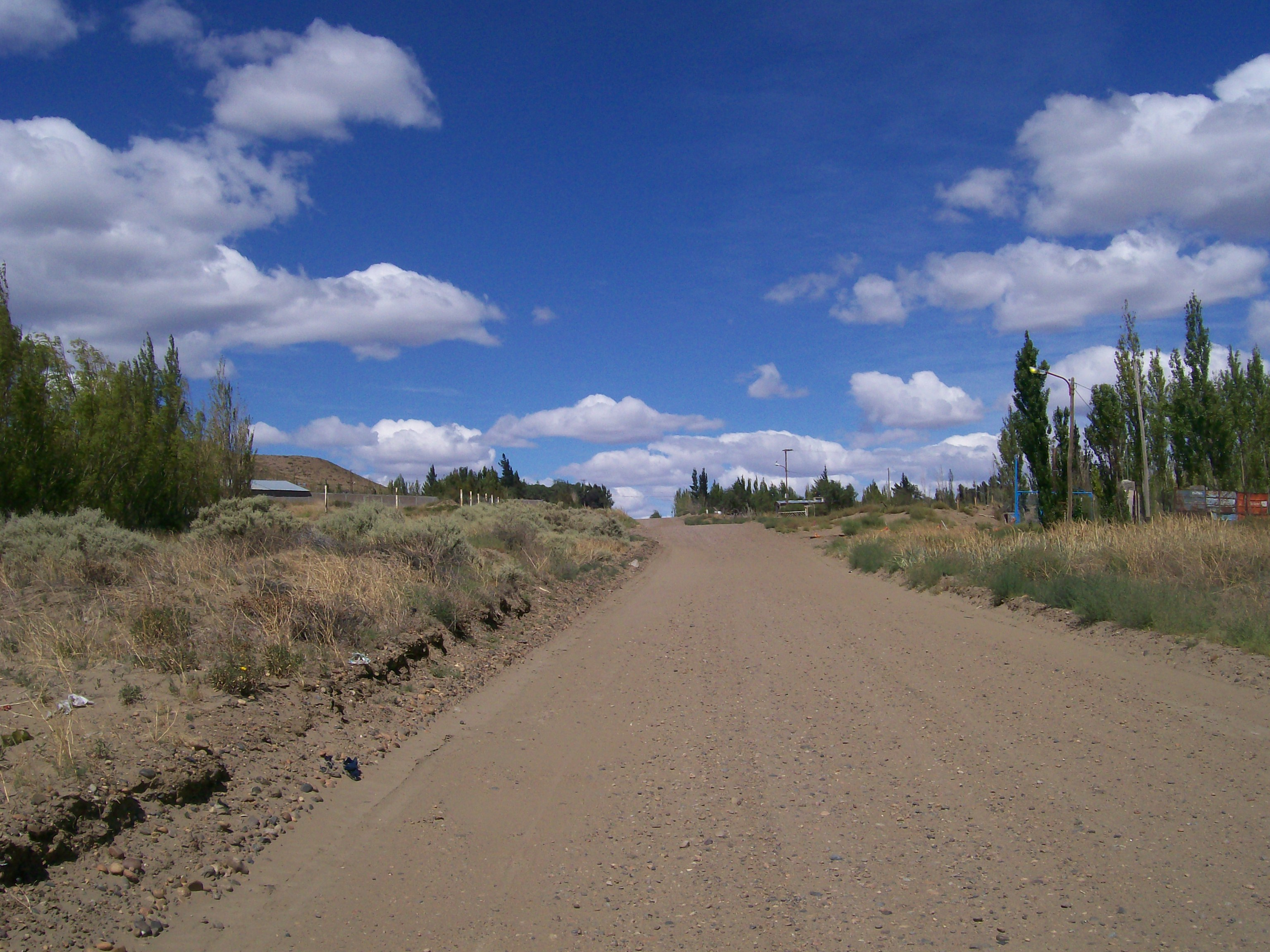
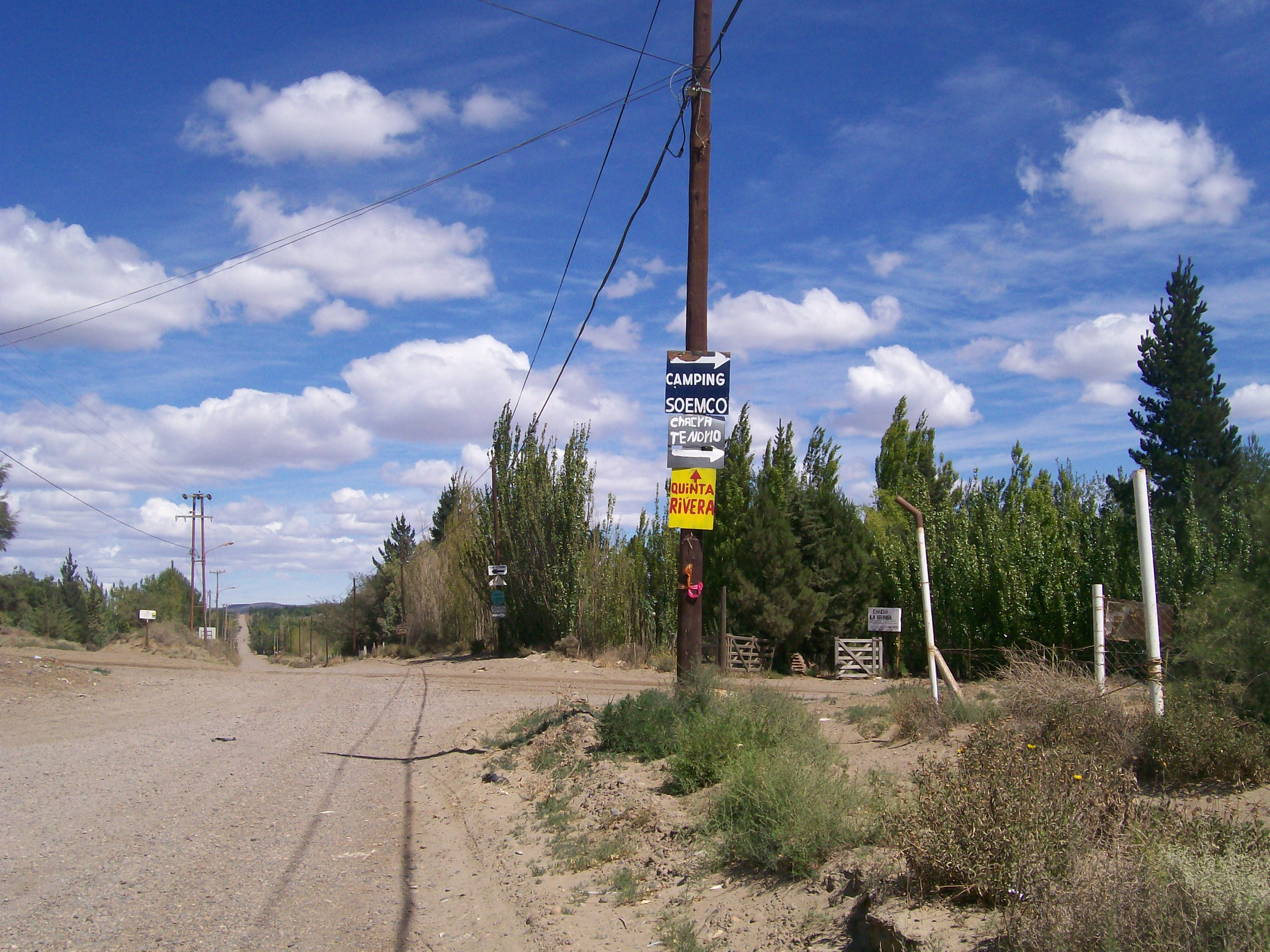
Carteles sobre la calle principal
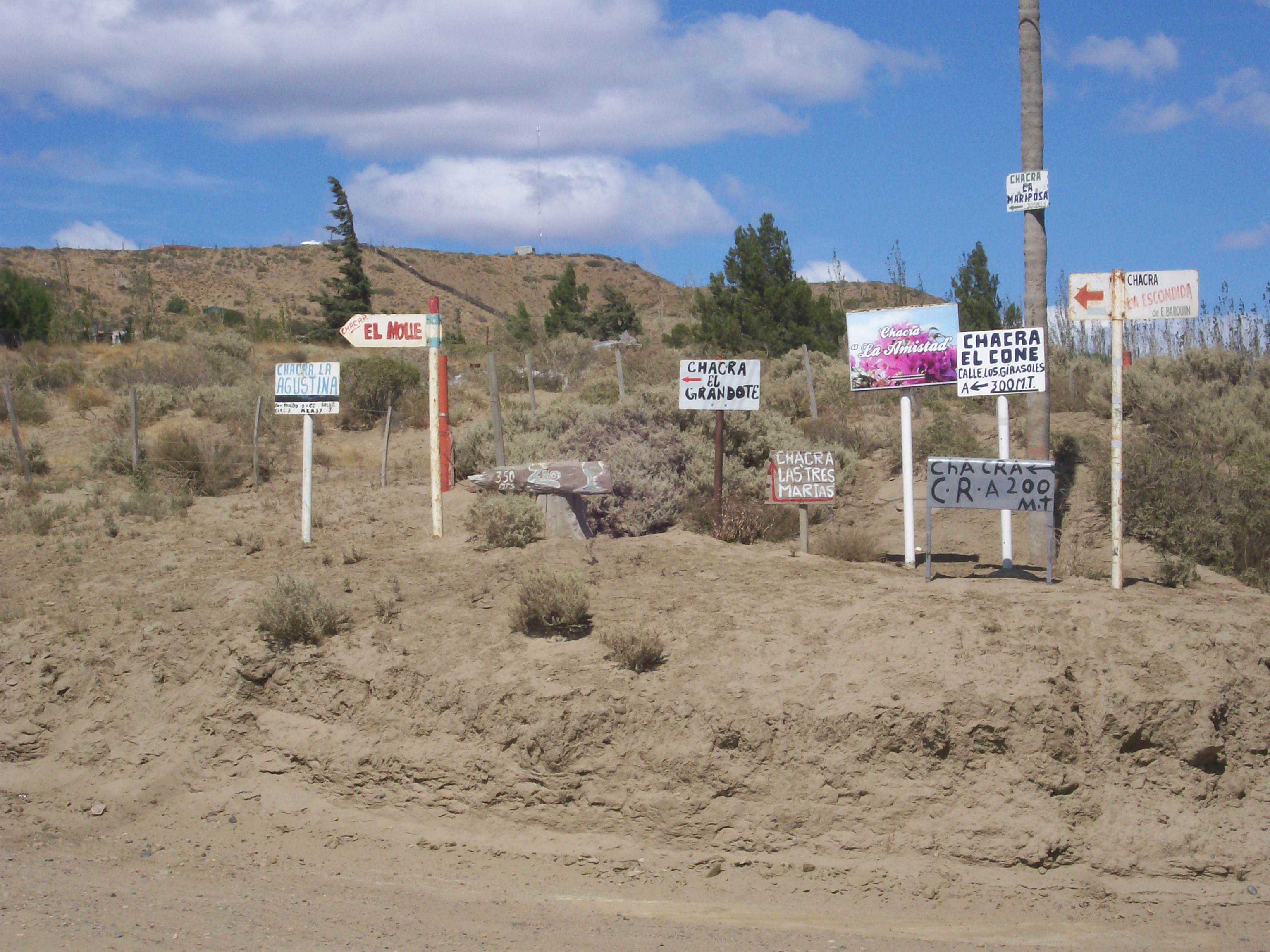
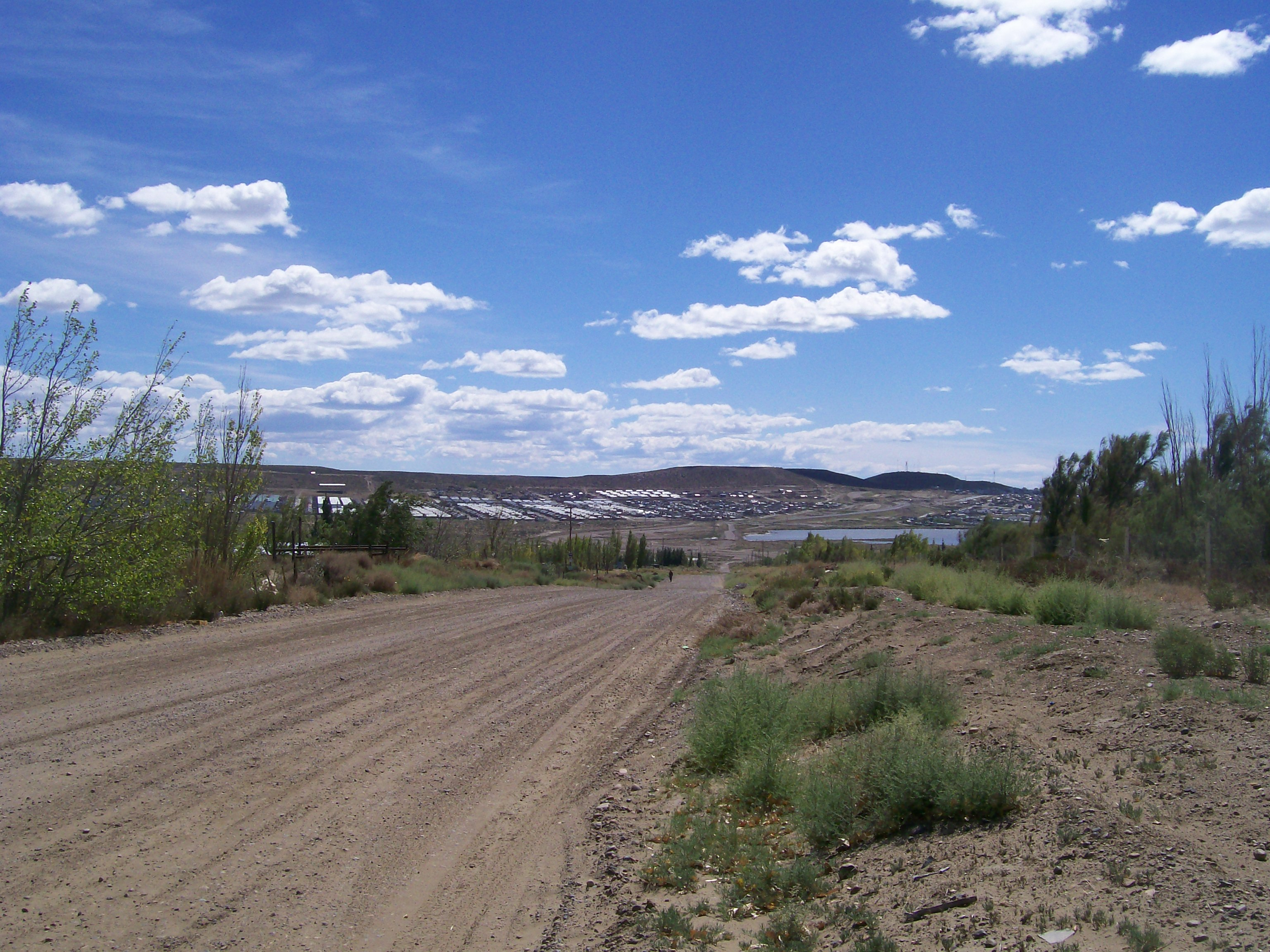
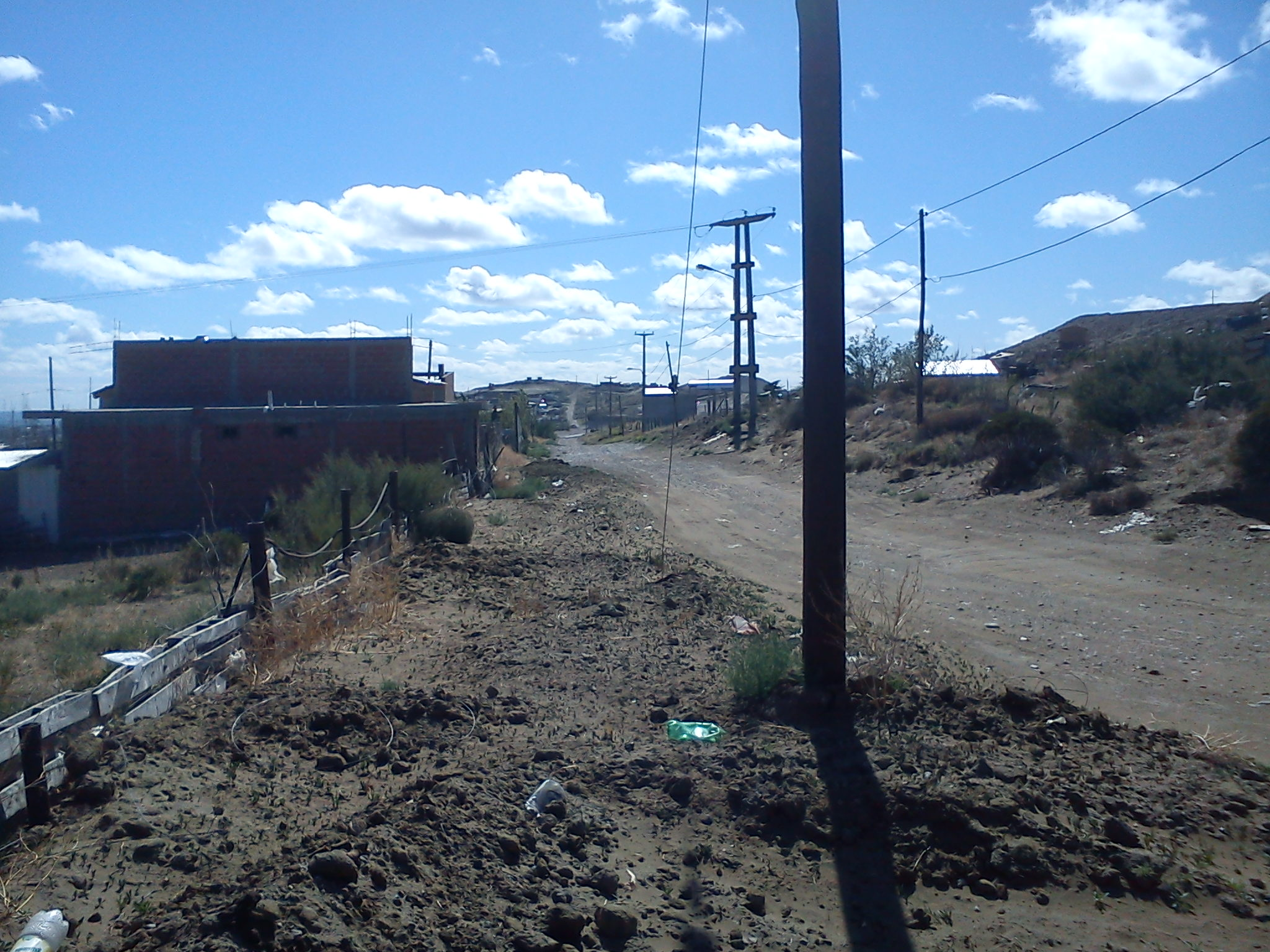
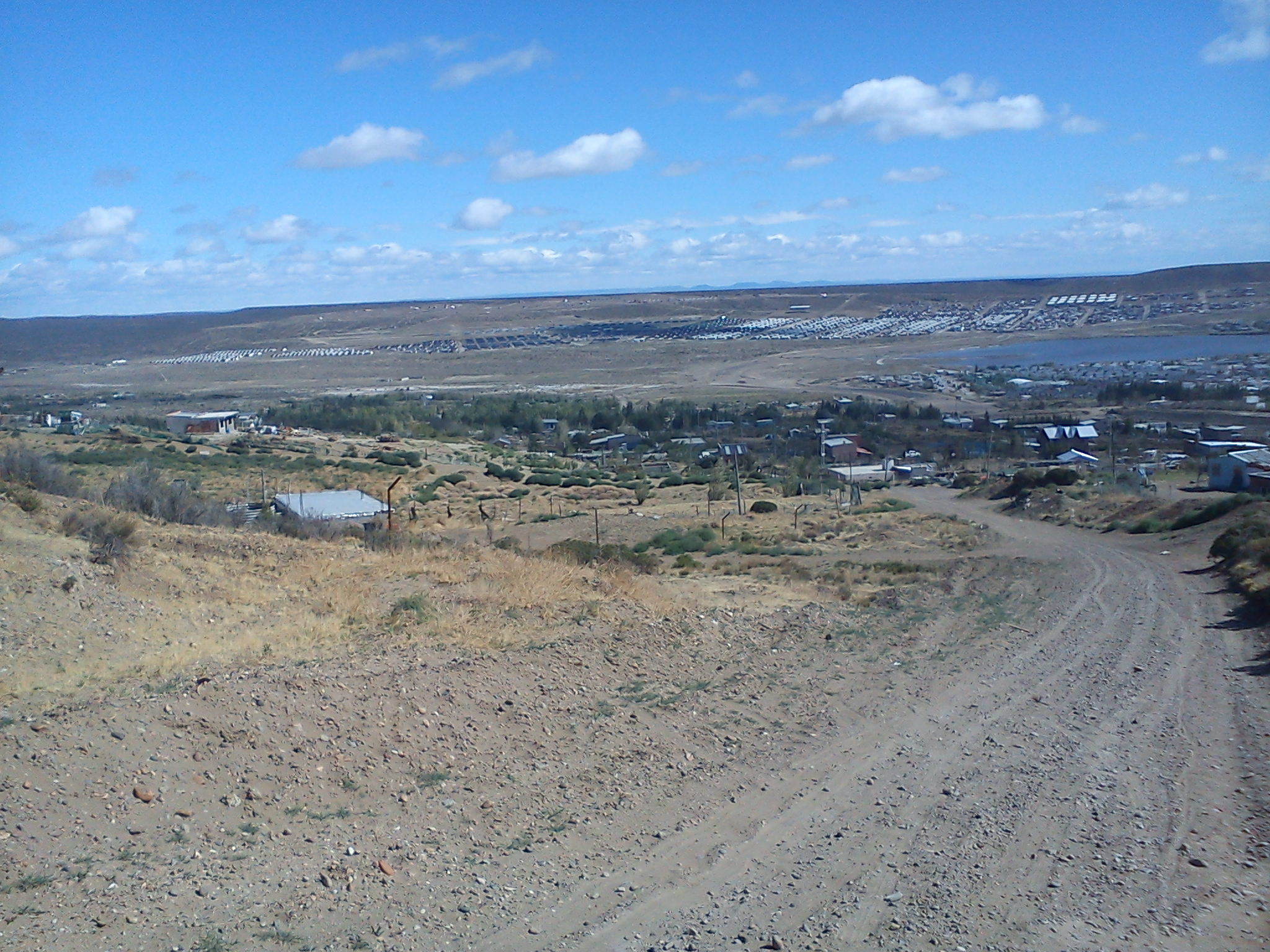
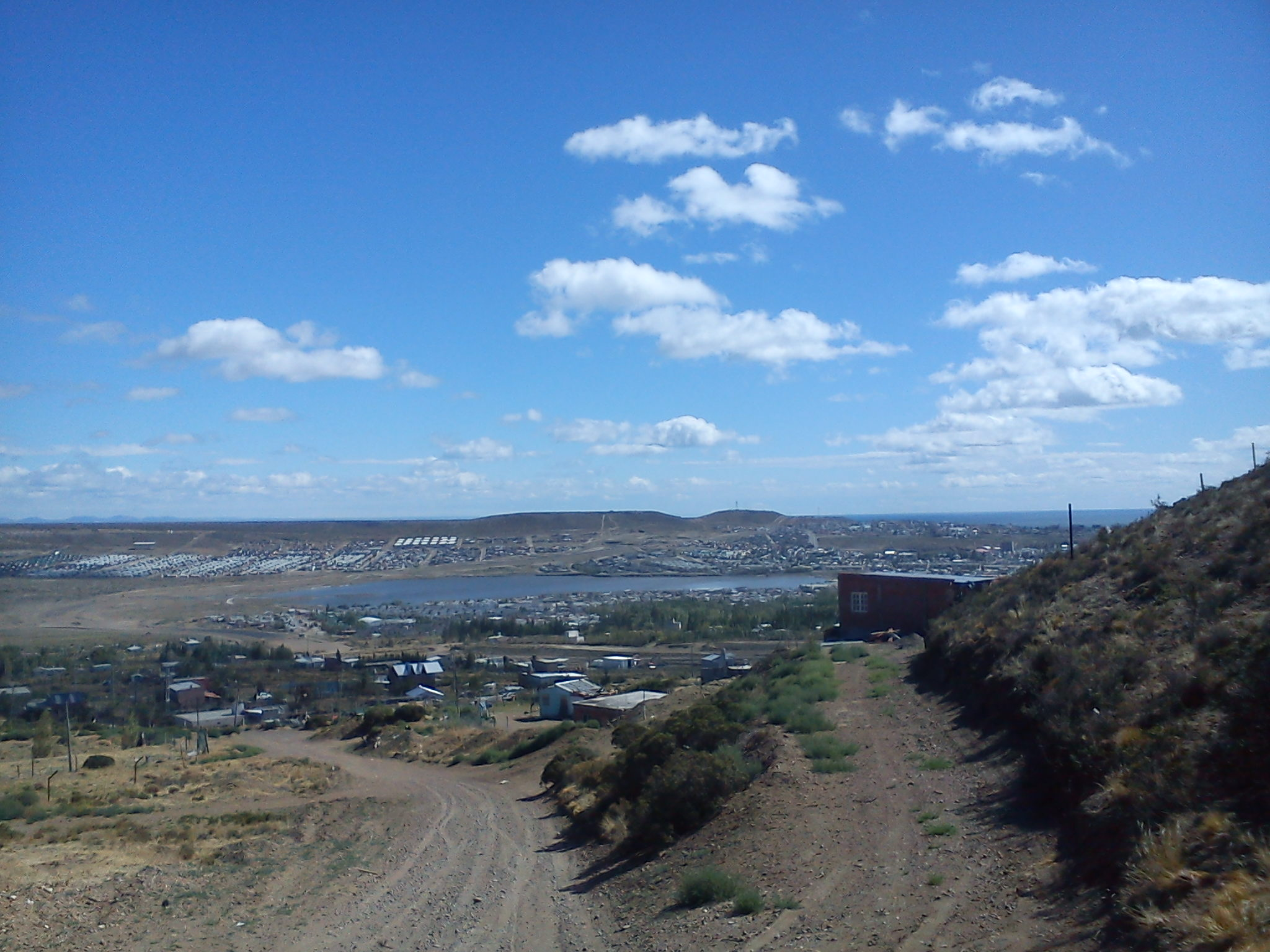
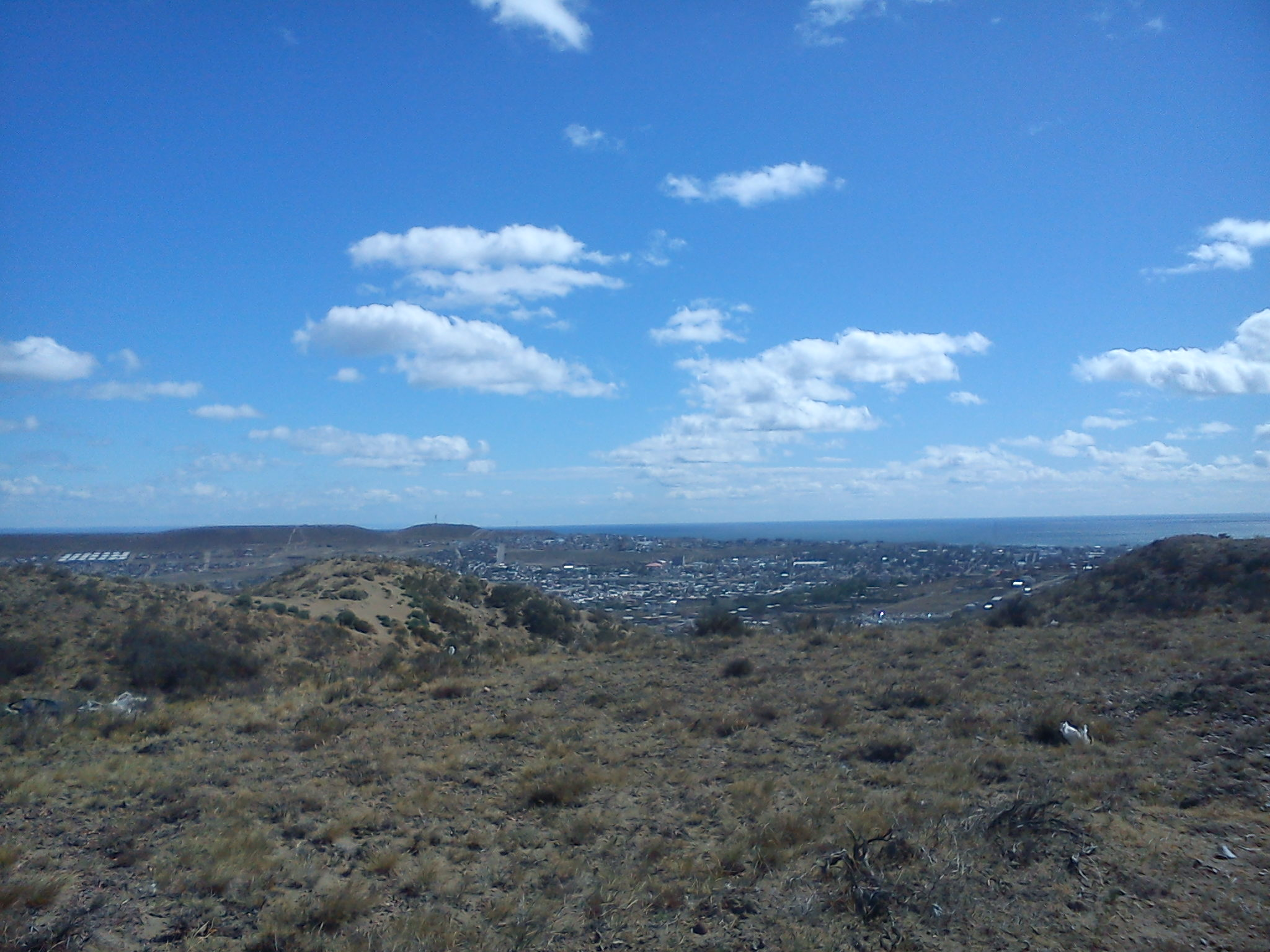